# ジャン＝ピエール・ブランシャール

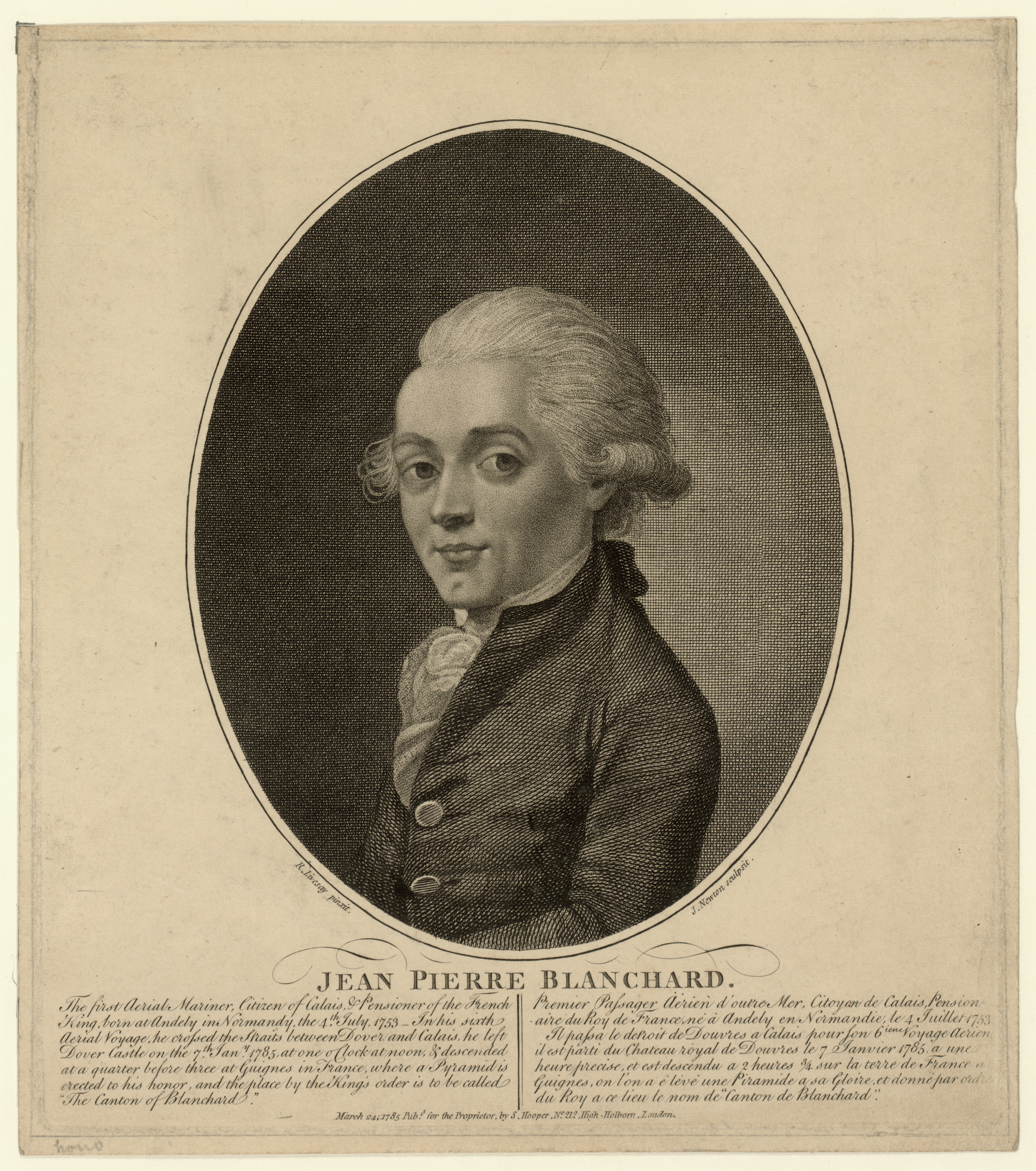
ブランシャール

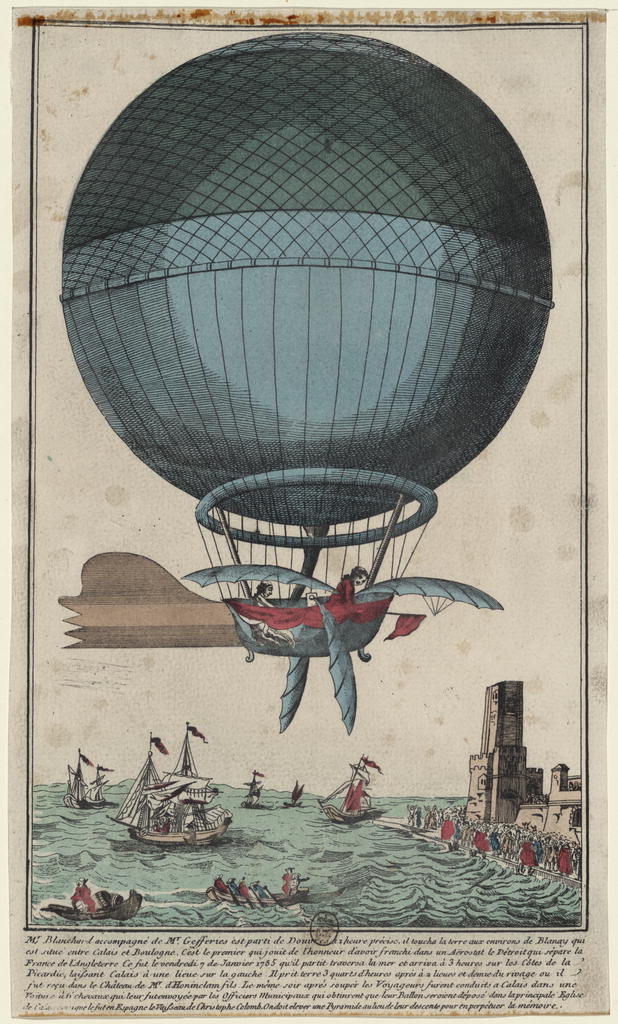
1785年の英仏海峡横断飛行の図

ジャン＝ピエール・フランソワ・ブランシャール（Jean-Pierre François Blanchard 、1753年7月4日 - 1809年3月7日）はフランスの気球乗り。1785年、気球による世界初のドーヴァー海峡横断飛行に成功。パラシュートの先駆者の1人でもある。科学者というよりはショーマンであった。自称、「気球による空の征服者」。

## 経歴と業績
フランス北部のウール県レ＝ザンドリで、旋盤工の息子として生まれる。若い頃から発明と機械いじりの才能を示し、独学で、ドライジーネに似た乗り物（16歳）やオートマタ（時期不詳）を作った。その後、ガイヤール城（Château-Gaillard ）の水道設備も作った。
しかし彼が真に情熱を抱いていたのは、大空の征服であった。「6枚の翼と舵を持った、鳥形をした空飛ぶ船」に精力を注ぎ、1782年3月5日には公開飛行を試みたが離陸できなかった。
モンゴルフィエ兄弟が熱気球を発明し、2人の志願者を乗せて有人飛行に成功すると、ブランシャールも翌年には気球に転向した。1784年3月2日には観衆をシャン・ド・マルス公園に集めて直径27ft（約8m）の水素気球を飛ばした。この飛行では、彼は早くも気球を操縦することを目論んで（のちの飛行船のように）吊り篭にプロペラとオールを装備したのだが、もちろん人力程度では操縦不能であった。
1785年1月、友人にしてパトロンのアメリカ人科学者ジョン・ジェフリーズとともにドーヴァー海峡の横断飛行に成功した。用いられた気球は水素気球で、所要時間は2時間25分であった。2人はドーヴァー城から出発した。ブランシャールは今回も気球に舵やプロペラを積み込んだ（右図）が、役には立たなかった。気嚢の材質が悪かったためガスが流出して墜落の危機に陥った。2人は高度を稼ぐためにロープ、錨、そしてプロペラといった装備を全て投棄し、さらには衣服も脱ぎ捨てて、辛うじてフランスのパ＝ド＝カレー県ギュイーヌ森（forêt de Guînes）に辿り着いたのだった。
この快挙は全ヨーロッパの知るところとなった。ブランシャールは各国で気球の公開飛行や、1785年にパラシュートで動物を降下させる実験や、1793年には自ら破裂した気球から緊急脱出する実践を行なった。なおブランシャールはパラシュートの発明者を自称していたが、それは正しくない。落下傘は古くは15世紀から構想されており、彼より古い実験者は何人か存在する（→パラシュート#歴史）。フランクフルトで15回目の飛行、ヘントで16回目の飛行。ヘントでは砂袋の量を間違えて高高度に急上昇してしまい、凍死と窒息の危険に晒されたが、朦朧とする意識の中で気嚢を切り破って降下し、事なきを得た（この時の到達高度は、本人の主張によると推定32,000ft（約10km）である）。
1808年、デン・ハーグ近郊で66回目の公開飛行の際、ブランシャールは卒中を起こして高度60ft（約20m）以上の空中で倒れた。彼は万全の手当てを受け、フランスに運ばれたが程なく死亡した。
妻のマドレーヌ・ソフィー・アルマン（Madeleine Sophie Armant）ことソフィー・ブランシャール（1805年から連れ添っていた。ちなみに2番目の妻である）は彼の後を引き継いで気球による見世物飛行を続けたが、その後1819年7月6日にブランシャール夫人はパリで墜死した。

## 参考資料
- Édouard Pelay, « Pierre Blanchard, aéronaute ; histoire de ses ascensions », Bulletin des amis des monuments rouennais, 1899.
- レナード・コットレル著、西山浅次郎訳『気球の歴史』大陸書房、1977年